# Elecciones provinciales de Catamarca de 1995
Las elecciones generales de la provincia de Catamarca de 1995 tuvieron lugar el domingo 14 de mayo del mencionado año, al mismo tiempo que las elecciones presidenciales y legislativas a nivel nacional. Fueron las quintas elecciones provinciales catamarqueñas desde la restauración democrática de 1983, y las vigésimas desde la instauración del sufragio secreto en la Argentina. Se debían renovar los cargos de Gobernador y Vicegobernador para el período 1995-1999, así como 20 de los 41 escaños de la Cámara de Diputados provinciales, y 8 de los 16 senadores departamentales para el mismo período, componiendo los poderes ejecutivo y legislativo de la provincia.
Al momento de los comicios, Catamarca era la única provincia del extremo norte argentino gobernada por la Unión Cívica Radical (UCR), principal partido de la oposición al gobierno de Carlos Menem, del Partido Justicialista (PJ), en el marco de una coalición denominada Frente Cívico y Social, dentro de la cual se encontraba también un sector del peronismo descontento con las conducción provincial y nacional. El gobernador incumbente, Arnoldo Castillo, se presentó para la reelección apoyado por dicha alianza. Su principal oponente sería el mismo que en las anteriores elecciones, el exgobernador justicialista Ramón Saadi, apoyado también por un frente con otros partidos menores. El Frente País Solidario (FREPASO), alianza de centroizquierda que estaba convirtiéndose rápidamente en una alternativa fuerte al bipartidismo imperante a nivel nacional, no llegó a configurarse en la provincia, lo que benefició al radicalismo de cara a las elecciones.
En última instancia, Castillo resultó reelecto por amplio margen con el 53.03% de los votos contra el 43.94% de Saadi en una contienda extremadamente polarizada, sin que ninguno de los demás candidatos obtuviera más que un 1% de los votos. El corte de boleta con respecto a la elección presidencial, donde el candidato radical Horacio Massaccesi quedó tercero a nivel nacional, fue extremo, y casi el 48% de los electores catamarqueños que votaron por Castillo no lo hicieron por Massaccesi. En el plano legislativo, la polarización provocó un empate entre el justicialismo y el radicalismo en la elección de diputados provinciales, con 10 para cada uno, mientras que en la elección de senadores el FCyS obtuvo 6 de las 8 bancas en disputa contra 2 de la alianza justicialista. El resultado dejó muy deslegitimado al saadismo dentro del PJ catamarqueño, y gran parte de la dirigencia partidaria culpó a Saadi de las sucesivas derrotas peronistas, que dejaron a la inmensa mayoría de los municipios bajo el control de la UCR. La participación fue del 83.00% exacto del electorado registrado, y los cargos electos asumieron el 10 de diciembre.

## Resultados

### Gobernador y vicegobernador
|  | 53.03 % |

|  | 43.94 % |

|  | 1.03 % |

|  | 0.58 % |

|  | 0.41 % |

|  | 0.24 % |

|  | 0.21 % |

|  | 0.21 % |

|  | 0.16 % |

|  | 0.14 % |

|  | 0.05 % |

|  | 93.33 % |

|  | 6.56 % |

|  | 0.11 % |

|  | 83.03 % |

|  | 100.00 % |

### Cámara de Diputados
|  | 50.88 % |

|  | 43.68 % |

|  | 1.84 % |

|  | 1.10 % |

|  | 0.57 % |

|  | 0.54 % |

|  | 0.37 % |

|  | 0.30 % |

|  | 0.25 % |

|  | 0.24 % |

|  | 0.19 % |

|  | 0.06 % |

|  | 90.94 % |

|  | 8.93 % |

|  | 0.13 % |

|  | 83.03 % |

|  | 100.00 % |

### Cámara de Senadores
|  | 53.52 % |

|  | 41.50 % |

|  | 1.02 % |

|  | 1.01 % |

|  | 1.00 % |

|  | 0.47 % |

|  | 0.39 % |

|  | 0.28 % |

|  | 0.25 % |

|  | 0.24 % |

|  | 0.22 % |

|  | 0.06 % |

|  | 0.04 % |

|  | 89.16 % |

|  | 10.74 % |

|  | 0.10 % |

|  | 83.58 % |

|  | 100.00 % |